# 柏乐志
柏乐志（英語：Drew Pavlou，1999年6月4日—），是澳大利亚一位民權份子，他因批评中国共产党在新疆、西藏的人权问题、支持香港反送中运动而知名。

## 生平
柏乐志出身于澳大利亚的一个希腊裔塞浦路斯家庭。
15岁时曾观看过一部关于艾未未的纪录片，并希望自己成为像艾未未一样的人。后来因维吾尔人朋友向其讲述故乡家人被抓进拘禁营的经历，引发了柏乐志对中国共产党的不满与反感。

## 活动
2019年7月24日，柏乐志在昆士兰大学举办支持香港反送中运动集会，亲北京的反示威活动者在现场夺走他的扩音器，引发数小时激烈冲突，引起澳大利亚对中国民族主义的担忧。
2020年4月，昆士兰大学向柏乐志提起186页指控书，并将举办听证会讨论开除其学籍的问题，柏乐志认为此举是大学方面为金钱对其的“惩罚”，互联网上亦有超过两万人请愿支持柏乐志。翌年初，他重返校園。
2021年12月，柏氏成立聯邦政黨，名為柏樂志民主聯盟。他本人競逐翌年昆士蘭聯邦參議院議席，旗下還有數名香港和維吾爾裔的聯邦眾議院參選人。

## 评价

### 中华人民共和国官方
中国环球时报和澳大利亚亲中媒体点名柏乐志是澳大利亚支持香港活动的主要组织者，中国驻布里斯班总领事指责其从事“分裂活动”，此后柏乐志在社交网站和校园生活中遭到大量人身攻击与死亡威胁，柏乐志于2019年10月起诉中国总领事，要求对方撤回评论和道歉。
2020年8月20日，中国外交部发言人赵立坚在外交部例行记者会上表示：“一些网友留言批评个别发帖人，比如柏乐志，蓄意挑拨中基关系，是从台湾拿了钱，居心叵测。”